# 紀三井寺
紀三井寺（きみいでら）は、和歌山県和歌山市紀三井寺にある救世観音宗（ぐぜかんのんしゅう）の総本山の寺院。山号は紀三井山。院号は護国院。本尊は十一面観世音菩薩（十一面観音）。寺号は金剛宝寺であるが、紀三井寺の名前で知られている。西国三十三所第2番札所。
本尊真言：おん まかきゃろにきゃ そわか
ご詠歌：ふるさとをはるばるここに紀三井寺 花の都も近くなるらん

## 概要
寺号は金剛宝寺と称し、宗教法人としての公称は護国院であるが、古くから紀三井寺の名で知られる。楼門前の石柱には「紀三井山護国院」、本堂前の石柱には「紀三井寺」とある。「紀三井山金剛宝寺」「金剛宝寺護国院」ともいう。宗派としては真言宗山階派に属していたが、1951年（昭和26年）に独立して救世観音宗総本山を名乗り、山内子院6か寺および末寺14か寺を包括する。
寺域は紀ノ川河口平野の南部にある名草山（なくさやま、標高228.7m）の西側中腹（標高50m辺り）にあって、境内から和歌浦湾を一望のもとに収める。山内に涌く三井水（さんせいすい：吉祥水・清浄水・楊柳水）は紀三井寺の名の由来とされ、いずれも水源には慶安3年（1650年）の年記とそれぞれの名水の名を刻銘した砂岩製の水槽がある。これらの水槽は紀州藩主徳川頼宣の命により設けられたものである。また、三井水は1922年（大正11年）に昭和天皇が和歌浦に投宿した際に調理用水として献上されたほか、1985年（昭和60年）3月に環境庁（現・環境省）が選定した「名水百選」に選ばれている。境内は観桜の名所として名高く、日本さくら名所100選にも選ばれている。また、本堂向かって左の桜の木が和歌山地方気象台のソメイヨシノの標本木に指定されており、近畿地方では最も早く開花することが通例であることから、「近畿地方に春を呼ぶ寺」としても知られている。

## 歴史

### 開創
伝承によれば、宝亀元年（770年）に唐の僧・為光が日本各地を行脚していた時、名草山山頂から一筋の光が発せられているのを見た。光の元をたどって名草山に登った為光は、そこで金色の千手観音を感得した。為光は自ら十一面観音像を彫刻し、胎内仏としてその金色千手観音像を奉納し、草堂を造って安置し、千手観音を秘仏として納めたのが紀三井寺の始まりであるという。名草山に三つの霊泉（清浄水、楊柳水、吉祥水）があることから「紀三井山」という山号になったといわれるが、『紀伊続風土記』は付近の旧地名「毛見（けみ）」（毛見浦）が転じたものと伝える。

### 中世から近世
平安時代末期には後白河法皇によって当寺は勅願所と定められて以後隆盛を極め、鎌倉時代には止住する僧侶も五百人を越えたと伝えられる。
紀三井寺の中世の寺領と記録について、『紀伊続風土記』は次のように伝える。
このため、中世の紀三井寺について詳しいことは分からないが、各種の資料から断片的に見出される記述からは、日前國懸社と深い関係にあると見られていたことが分かる。嘉禎4年（1238年）の日前宮文書によれば、毛見郷は日前宮領に属し、名草山を「三井之神山」と称しているほか、日前國懸社神主家57代国造紀俊文の詠歌にも名草山の名が見える。また、応永年間（1394年 - 1428年）には、日前國懸社の祭礼に警固の兵士を送ったという。その他、興国寺の開山たる心地覚心（法燈国師）が招かれて、紀三井寺の南に紀三井寺僧妙蓮のために建立された報恩寺仏殿の落慶法要を営んだと興国寺の記録にある。
前出の通り、中世紀三井寺の寺領は49町を算したが、天正13年（1585年）羽柴秀吉による紀州征伐の際に没収されて失われた。慶長6年（1601年）に和歌山城主浅野幸長により紀三井寺村内の13石が寄進された。次いで、紀州徳川家初代の徳川頼宣によって8石と燈明料をが寄進されたほか、境内の地子が免じられ、正保4年（1647年）には境内における殺生が禁じられている。また、紀州徳川家歴代藩主が頻繁に来山し、当寺は｢紀州祈祷大道場｣として尊崇された。
室町時代以降には西国三十三所ないし熊野詣での隆盛により、多くの参詣者が訪れた。中世の紀三井寺は多くの僧侶・子院が一体混然として一山を形成する一山寺院であって、妻帯僧が寺僧となり、本堂脇には造営・修造のための勧進を担う穀屋（今日の穀屋寺）があったという。寺僧の中からは、法用を勤める法橋として年老14名が充てられ、これを当寺の詠歌の詠み手でもある花山院の永宣旨によって許可されたというが、その永宣旨は伝来しない。穀屋は比丘尼寺であって、観音御影や牛玉宝印の木版を所持し、参詣者に配札していた。
穀屋寺には複数の勧進関連の文書が伝来する。文安6年（1449年）の勧進状は、嘉吉元年（1441年）に何らかの壊滅的打撃（おそらく南朝残党と紀伊守護畠山氏の衝突による兵火）があったことを示唆する内容が記され、諸堂を再建したものの、なおも未成であった多宝塔復興のための勧進であった。大永2年（1522年）の勧進状では、堂舎修理のための勧進を仰いでおり、堂塔の再興修復が穀屋によって担われてきたことが分かる。また、元禄11年（1698年）の「穀屋寺移転ニ付口上書」は、天正13年（1585年）に穀屋比丘尼の春古は羽柴秀吉の紀州攻めに際して、秀吉との直接交渉に臨んで山内安堵の証文を得たことにより焼討を回避したと伝えており、このように積極的な活動を示した穀屋は、他の諸寺社にも見られるように堂舎の再興修復を通じて、それまで以上に大きな役割を果たし、寺内における地位を高めた。
秀吉の紀州攻めの翌年、天正14年（1586年）に本願坊が創建され、後の明暦年間（1655年 - 1658年）に護国院と改称した。後に本坊となる護国院はそれ自体が本願勢力であり、初代の本願に任じられた良純房は、吉原村の出身で姓は林氏であったと伝えられる。近世における徳川政権の寺院政策は、当初、それに先立つ織田信長・豊臣秀吉のそれと同じく、武装解除と中世以来の寺領没収、および新たな朱印領の賦与であったが、のちに寛文5年（1665年）の諸宗寺院法度において一山寺院に対する統一した政策が出され、その一環として寺内秩序や勧進活動への制限が行われたことにより、本願勢力は地歩を後退させられた。紀三井寺では、宝永2年（1705年）に穀屋寺が山麓の楼門外に移転させられ、宝暦3年（1735年）には紀三井寺と本末関係が結ばれて、かつては寺内の有力子院であった穀屋寺はいち末寺に格下げされた。
当寺は長らく真言宗山階派の寺院であったが、1951年（昭和26年）に独立して救世観音宗（ぐぜかんのんしゅう）の総本山となった。山内・県下あわせて16ヶ寺の末寺を擁する。
近年ではバリアフリーを強化しており、2020年（令和2年）11月13日には山腹の駐車場から本堂を結ぶエレベーターが設置された。次いで、2022年（令和4年）4月5日には紀三井寺ケーブルが完成し、楼門の下にケーブルカーの駅が設けられ、山腹の駅まで上がれるようになった。ここから延びる道を進むとエレベーターに乗ることができる。

## 境内

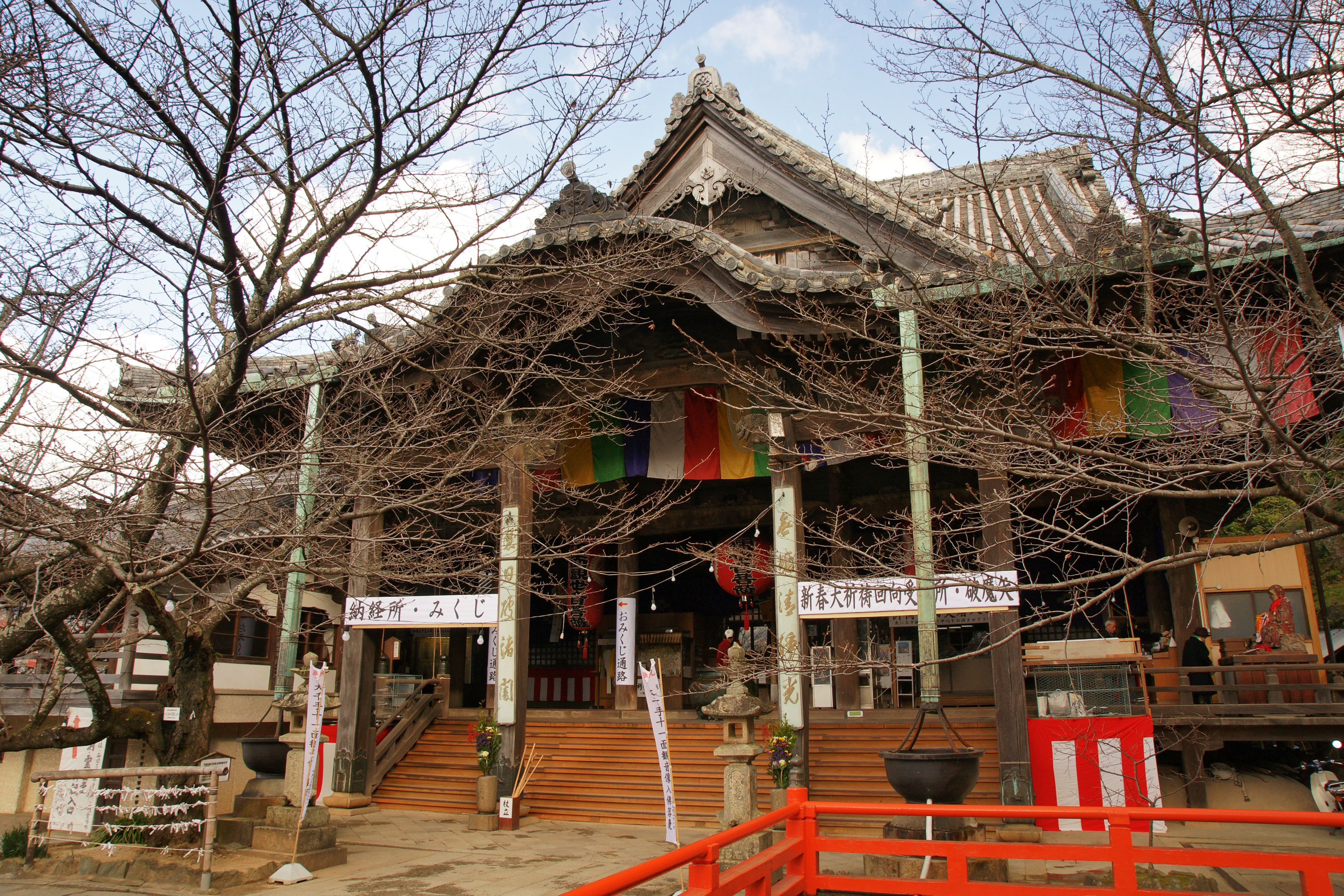
本堂

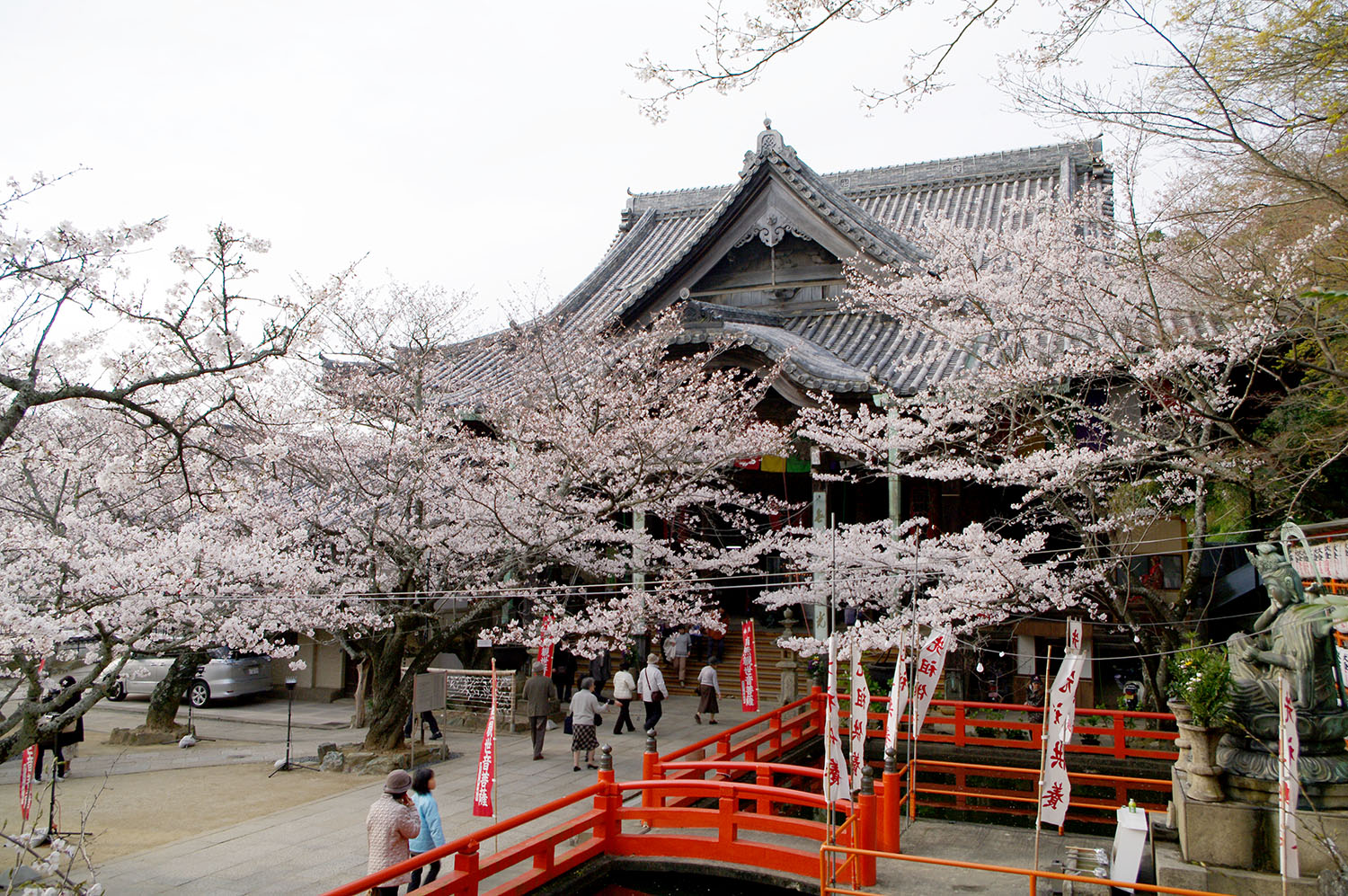
桜に包まれた本堂

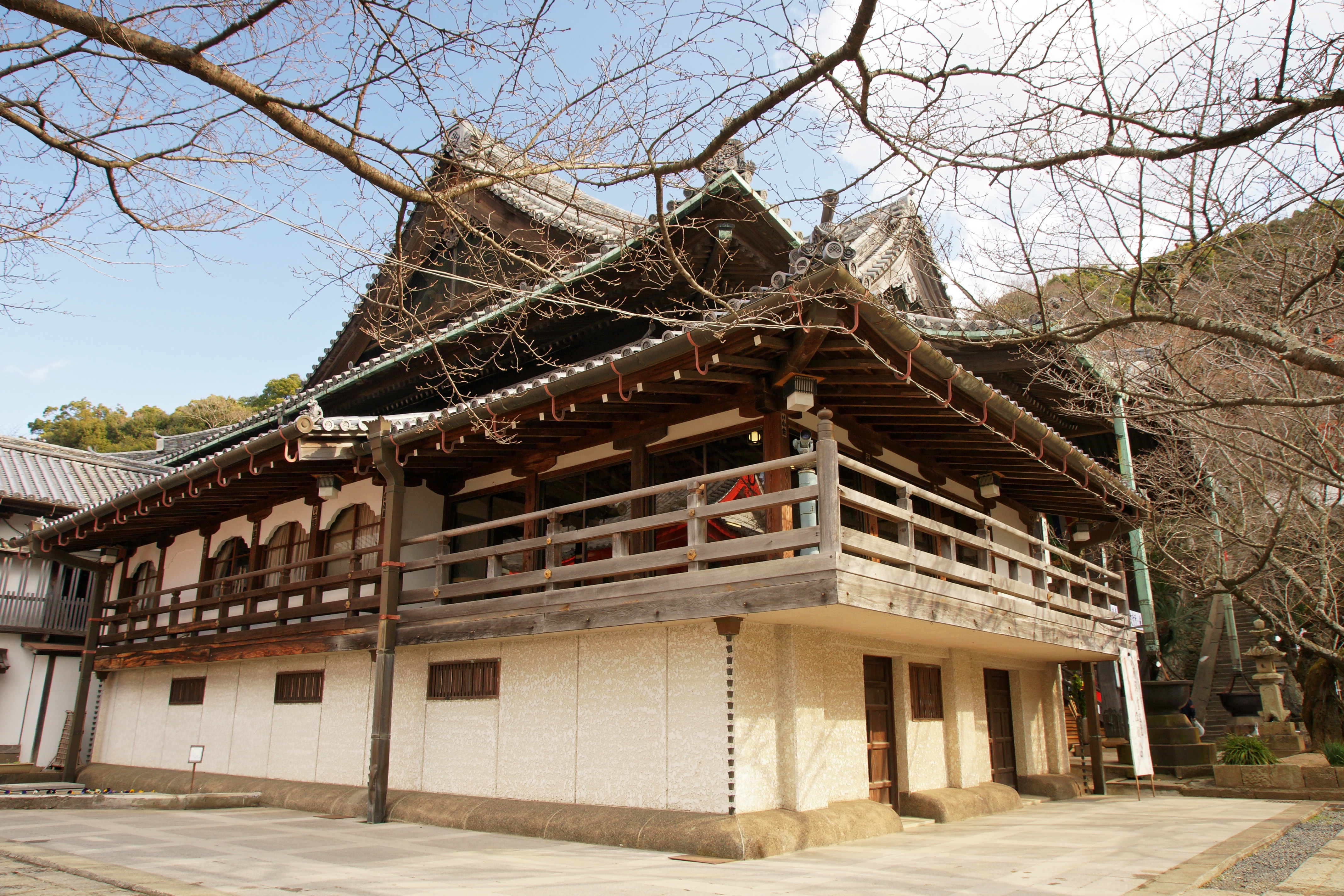
絵馬殿

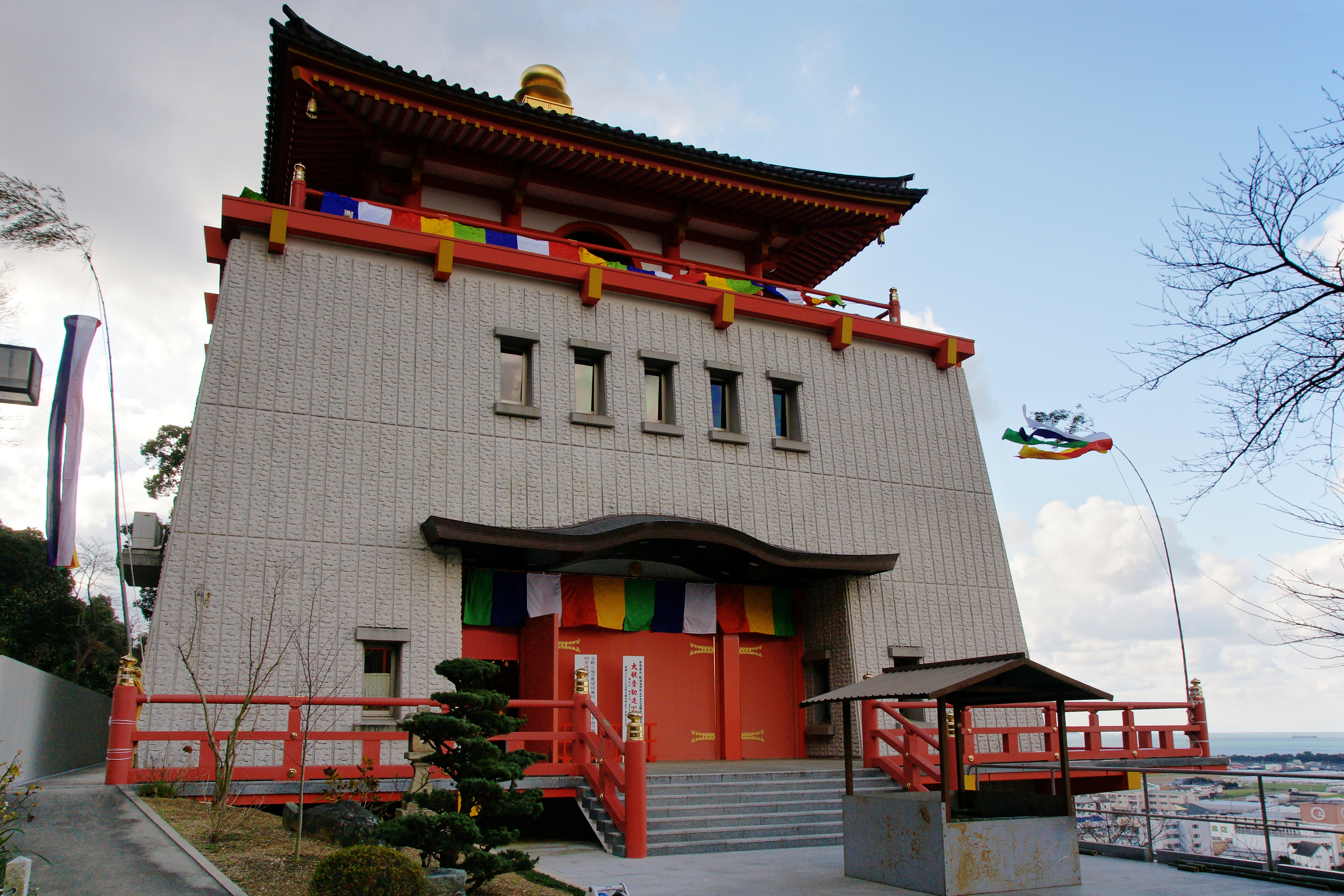
仏殿

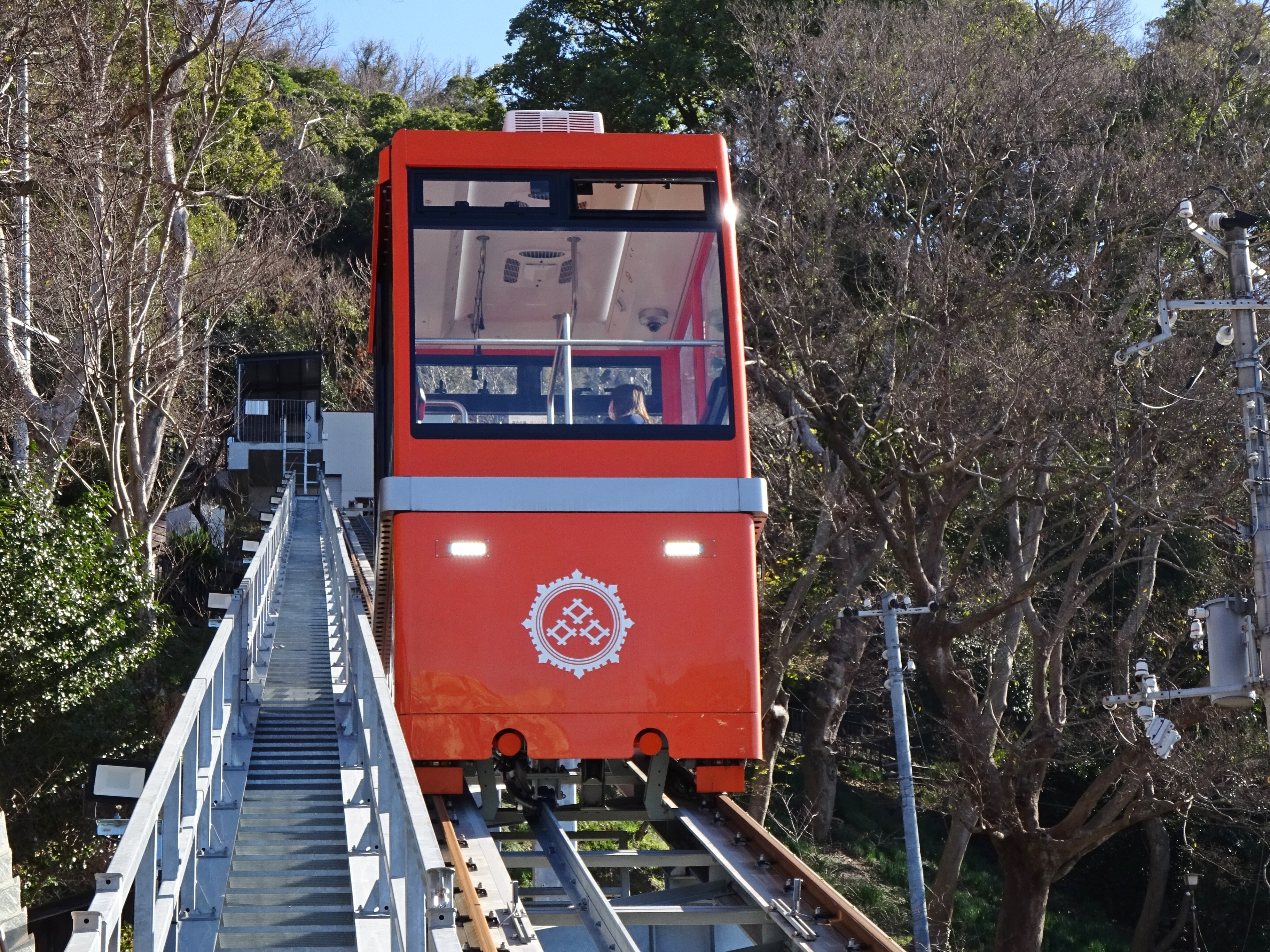
紀三井寺のケーブルカー「文左衛門」（2023年）

JR紀三井寺駅から徒歩10分ほどのところに境内入口の楼門が建つ。そこから231段の急な石段を上りきったところが境内の中心部で、正面に六角堂、右手に2002年（平成14年）建立の新仏殿、左手には本堂などが建つ。本堂脇の石段をさらに上ったところには多宝塔などがある。楼門の下にはケーブルカーがあり、そこから平坦な道を進むとエレベーターに接続している。このエレベーターで本堂の横にまで行ける。
- 本堂（和歌山県指定有形文化財） - 宝暦9年（1759年）再建。観音堂とも称す。入母屋造本瓦葺き、柱間は正面側面とも五間で、千鳥破風を付し、正面には唐破風形・三間の向拝を設ける。虹梁形の貫を用い、頭貫に木鼻を付し、台輪を乗せ、組物は三手先詰組とするなど、細部には禅宗様が用いられている。秘仏本尊の十一面観音像、秘龕仏の千手観音像などは、現在は裏手の大光明殿に移されている。高欄の擬宝珠金具は寛政元年（1789年）奉納のもの。西国三十三所札所として多くの巡礼者を迎え入れられるよう、外陣を開放とする[19]。また、西国三十三所観音霊場のそれぞれの札所の本尊を模した33体の観音像も祀られている。
- 大光明殿 - 本堂の裏手に棟続きに建つ耐震耐火の収蔵庫（原則非公開）で、1983年（昭和58年）に完成した。殿内中央の厨子内には向かって左に秘仏本尊の十一面観音像、右に秘龕仏の千手観音像が安置される。紀三井寺の本尊とされるのは十一面観音像だが、千手観音像も本尊と同様に崇敬されている。両像とも50年に一度開扉の秘仏である[20]。厨子外の向かって右には梵天像と本尊とは別の十一面観音像、左には帝釈天像と毘沙門天像を安置する（毘沙門天像を除く5体は重要文化財）。
  - 十一面観音立像 - 像高161.5センチメートル[21]。当寺の秘仏本尊。一木造、素地仕上げ。頭部のプロポーションが大きく、素朴な彫法の像で、平安時代、10世紀頃の作と推定される。
  - 千手観音立像 - 像高183.0センチメートル。平安時代、10 - 11世紀の作。本尊とともに安置される秘仏で、一木造、素地仕上げとする。千手観音の彫像は42手をもって千手とみなすのが通例だが、本像は奈良市の唐招提寺像などと同様、大手42本の他に多数の小手を表す「真数千手」像である。
  - 梵天・帝釈天立像 - 像高163.9および161.2センチメートル。平安時代、10 - 11世紀の作。本尊の両脇に安置され、「梵天・帝釈天」と称されているが、条帛（じょうはく）、天衣、裳を着けた像容は菩薩像のそれであり、本来観音菩薩像として造られた可能性が高い。梵天像は彫法が素朴で、彩色はほとんど剥落し、頭上には円筒形の冠があるのに対し、帝釈天像は衣文の彫技が細かく、彩色がよく残るなど、両像の作風には明らかな相違があり、元来一具ではなかったとみられる。
  - 十一面観音立像 - 像高156.7センチメートル。平安時代、10 - 11世紀の作。一木造、彩色はほとんど剥落。大光明殿内の向かって右端に安置。衣文の彫りが簡略で、素朴な作風の像である。
- 絵馬殿 - 本堂に接続している。
- 大願洞 - 1987年（昭和62年）11月14日建立。絵馬殿の地下にある。祀られている救世観世音菩薩立像は愛知県の常滑焼の名工・片岡静観の作で、鋳物の仏像としては日本最大である。また、西国三十三所観音霊場のそれぞれの札所の本尊の絵・33枚を祀る。
- 松下講堂 - 1969年（昭和44年）に松下幸之助の寄進によって建立。
- 庫裏
- 書院（御殿、和歌山県指定有形文化財） - 紀州徳川家の御成御殿。
- 開山堂（和歌山県指定有形文化財）
- 多宝塔（重要文化財）- 室町時代の建立。三間二層多宝塔造。文安6年（1449年）の勧進縁起が伝来することから同時期の建立と推定される。四天柱内の内陣に五智如来坐像を安置する[22]。各種の絵様、彫刻、須弥壇に室町時代中期の様式を示す[23]。
- 春子稲荷
- 三社権現（和歌山県指定有形文化財） - 白山妙理権現、熊野三所権現、金剛蔵王権現を祀る。三つの社を覆い屋が囲っている。
- 大師堂（和歌山県指定有形文化財）
- 鐘楼（重要文化財） - 安土桃山時代の建立。重層袴腰入母屋造。寺伝では天正16年（1588年）安部六太郎の再建という。天明元年（1781年）に加修、1937年（昭和12年）に大修理を行った。旧鐘は文禄・慶長の役の折に没収されて筑後国に移されたが現存しない[8][24]。
- 六角堂（和歌山県指定有形文化財） - 寛延年間（1748年 - 1751年）に初代・二代目雑賀弥左ェ門による建立。西国三十三所観音霊場のそれぞれの札所の本尊を模した33体の観音像を祀る[25]。
- 大樟龍王社 - 祭神：樟樹（和歌山市指定天然記念物）
- 仏殿 - 鉄筋コンクリート造3階建の新仏殿で、建物全体の形は五輪塔に擬している。2000年（平成12年）に起工し、2002年（平成14年）に竣工。高さ25メートル。最上階は展望台となっている。内部には高さ12メートルの木造千手観音立像（寺では「大千手十一面観世音菩薩像」と呼ぶ）を安置する。この観音像は仏師松本明慶の工房の作品で、京都の工房で制作した寄木造の像を現地で組み上げたものである。耐震性を考慮して、内部には鉄製の心棒を立て、枠木で像を固定している。寺では、寄木の立像としては日本一のものであるとしている。像は2002年（平成14年）から制作を開始し、2007年（平成19年）に完成、2008年（平成20年）5月21日に入仏落慶供養が行われた。
- 白龍大明神社
- 結縁坂 - 本堂へと向かう231段の急な石段。紀伊國屋文左衛門が若い頃、母を背負って観音様にお詣りをしていた時、和歌浦湾を間に挟んで紀三井寺の真向かいにある玉津島神社の宮司の娘「おかよ」と出会い、二人は結ばれた、という話が名の由来となっている。後に、文左衛門は玉津島神社宮司の出資金によって船を仕立て、蜜柑と材木を江戸へ送って豪商となった。
- エレベーター - 2020年（令和2年）11月13日完成。山腹の駐車場にあり、これで本堂の横まで上がることができる。
- 紀三井寺ケーブル - 2022年（令和4年）4月5日に完成したケーブルカー。楼門の下に設けられている。
- 西国三十三所石仏群 - 西国三十三所観音霊場のそれぞれの札所の本尊を模した33体の石造観音像が、エレベーターとケーブルカーとを結んでいる道に並べられている。
- 楼門（重要文化財） - 寺伝では永正6年（1509年）に再建。参道正面、境内への入口に建つ楼門。三間一層入母屋造。永禄2年（1559年）に修理されている。下階中央間は開放で扉がなく、正面両脇間に仁王像を安置している[22][26]。
- 石造閻魔大王坐像 - 2019年（令和元年）12月造。
- 祇園社
- 塔頭
  - 穀屋寺 - かつては本堂の横にあった有力な寺院であったが、宝永2年（1705年）に現在地に移転させられた。
  - 普門院
  - 瀧本院
  - 松樹院
  - 宝蔵院
  - 善壽院

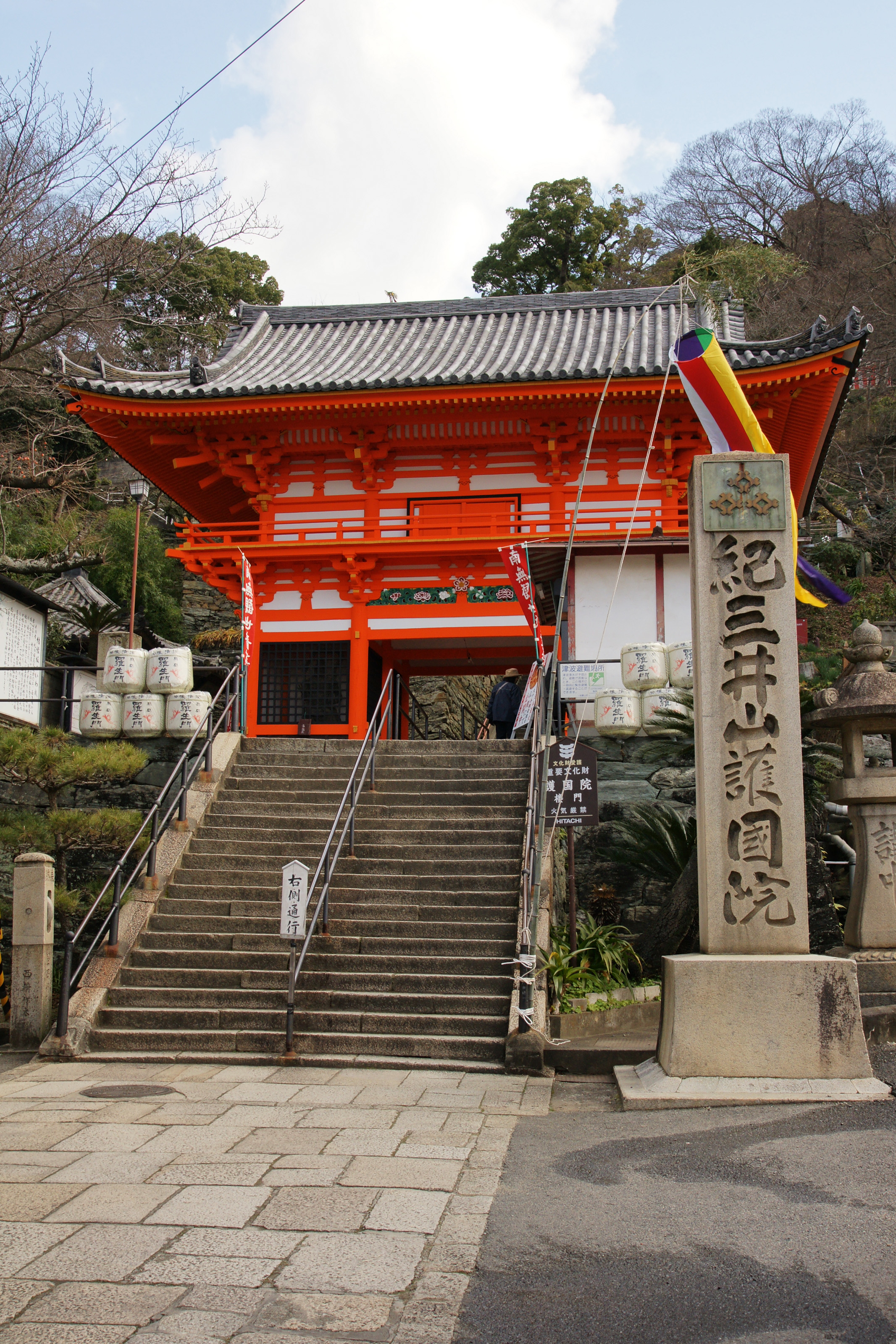
楼門（重要文化財）
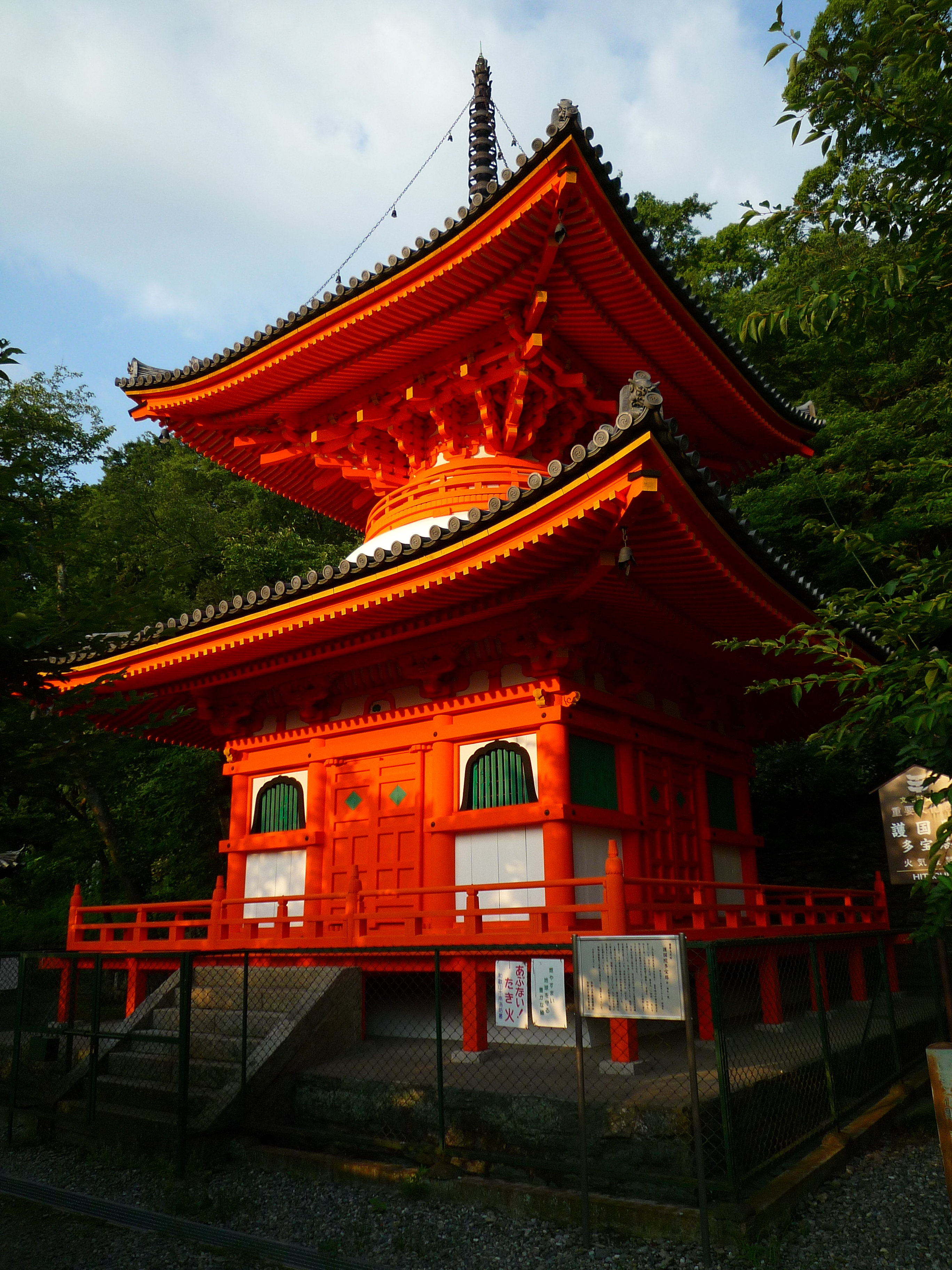
多宝塔（重要文化財）
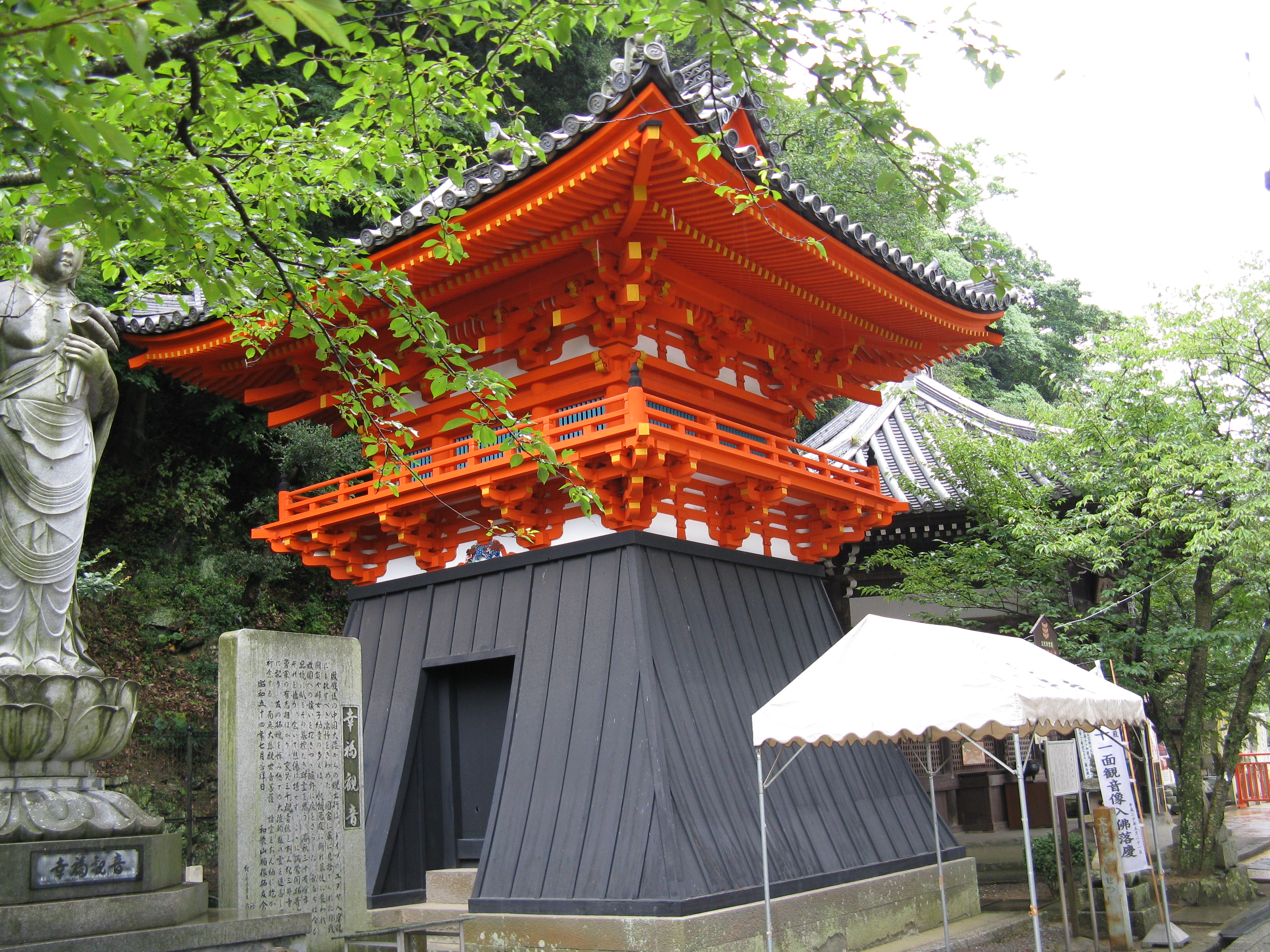
鐘楼（重要文化財）
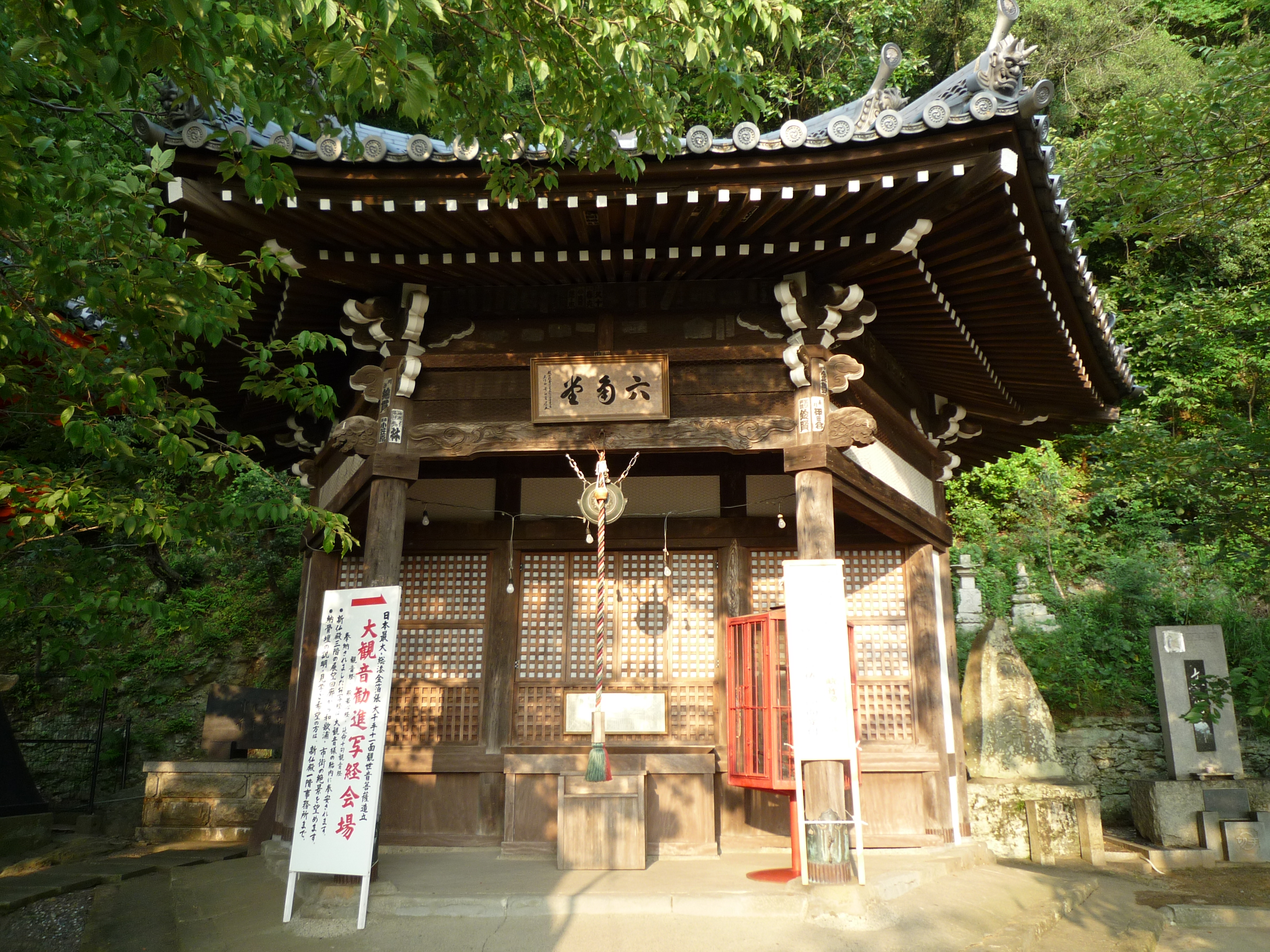
六角堂

## 三井水

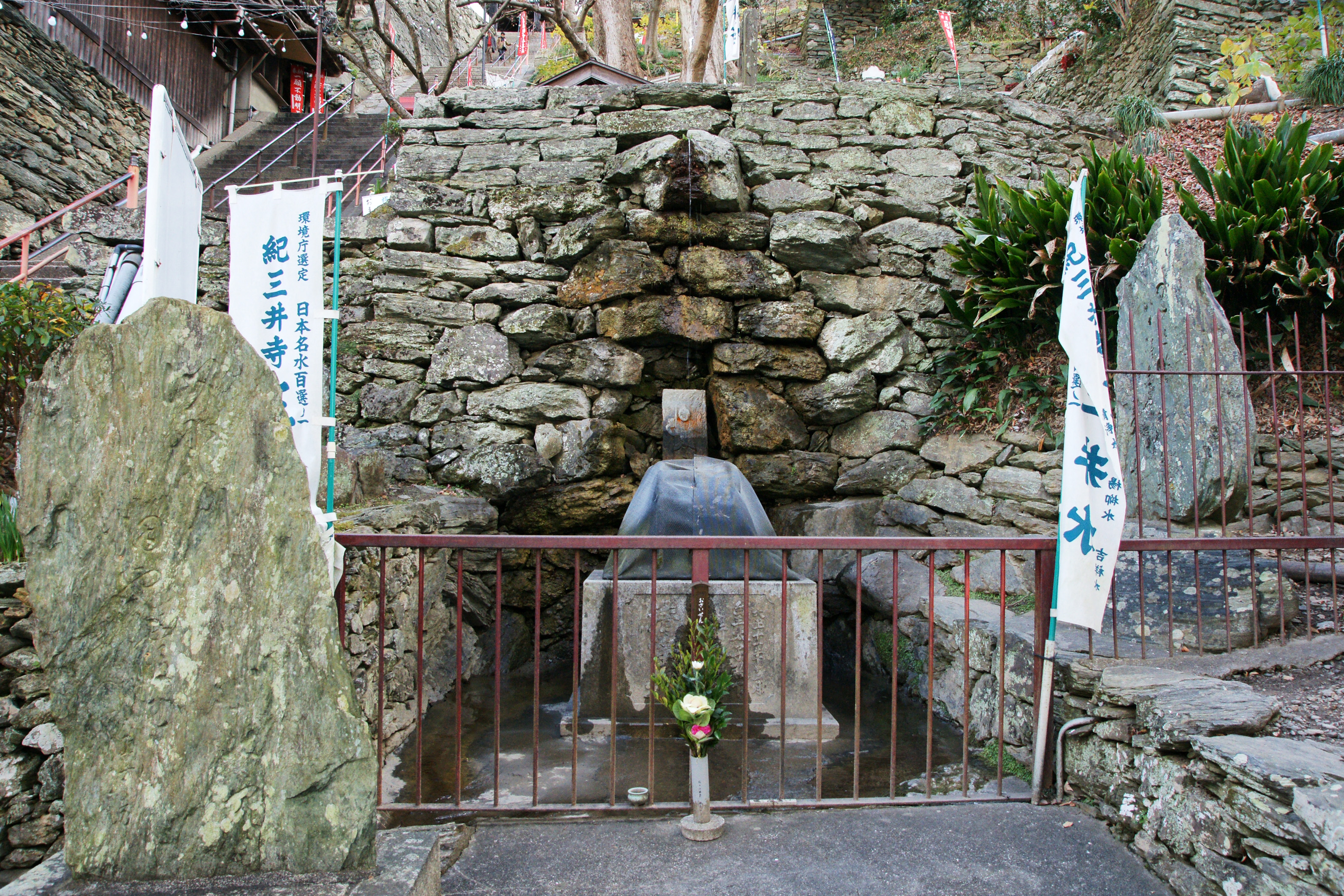
三井水

和歌山市指定名勝。紀三井寺の寺名のもととなったとされる「清浄水」、「楊柳水」、「吉祥水」の3つの湧き水である。紀三井寺の三井水（さんせいすい）として名水百選に選定されている（1985年〈昭和60年〉）。清浄水は参道石段の途中右側にある小滝である。楊柳水はそこから小道を入った突き当たりにある井戸。吉祥水は境内からいったん楼門を出て右（北）へ数百メートル行ったところにある井戸である。楊柳水と吉祥水は荒廃していたのを20世紀末に復旧整備したものである。

## 文化財

### 重要文化財
- 護国院楼門 1棟 - 1908年（明治41年）4月23日指定[28]。
- 護国院鐘楼 1棟 - 1908年（明治41年）4月23日指定[29]。
- 護国院多宝塔 1棟 - 1908年（明治41年）4月23日指定[30]。
- 木造千手観音立像 - 秘龕仏。秘仏。
- 木造十一面観音立像 - 秘仏本尊。
- 木造十一面観音立像
- 木造梵天・帝釈天立像

重要文化財の仏像はいずれも平安時代中期から後期の作品である。

### 和歌山県指定有形文化財
- 護国院本堂 1棟 - 1974年（昭和49年）4月9日指定[19]。
- 護国院開山堂 1棟 - 2016年（平成28年）3月15日指定[31]
- 護国院六角堂 1棟 - 2016年（平成28年）3月15日指定[31]
- 護国院大師堂 1棟 - 2016年（平成28年）3月15日指定[31]
- 護国院三社権現 3棟 - 2016年（平成28年）3月15日指定[31]
- 護国院書院 1棟 - 2016年（平成28年）3月15日指定[31]

### 和歌山市指定有形文化財
- 木造天部立像 1躯
- 絹本著色地蔵菩薩立像 1幅
- 木彫釈迦如来像 1躯 - 彫刻。遍照院所有。1969年（昭和44年）12月11日指定。
- 穀屋寺紙本着色紀三井寺縁起絵図（紀三井寺参詣曼荼羅）・紙本着色熊野観心十界曼荼羅 各1幅 - 絵画。1969年（昭和44年）12月11日指定[32]。

### 和歌山市指定名勝
- 紀三井寺の三井水 3箇所 - 1967年（昭和42年）2月14日指定。
  - 吉祥水
  - 清浄水
  - 楊柳水

### 和歌山市指定天然記念物
- 紀三井寺の樟樹 1本 - 1967年（昭和42年）2月14日指定。
- 紀三井寺の応同樹 1本 - 1969年（昭和44年）12月11日指定。

## 年中行事
- 1月18日 - 初観音
- 4月第1土曜 - 文塚（迷子郵便）供養
- 4月18日 - 春会式
- 7月7日 - 七夕祇園まつり
- 8月9日 - 千日詣
- 8月15日 - 灯篭供養
- 11月13日 - 開山忌
- 12月18日 - しまい観音

## 前後の札所
西国三十三所
1 青岸渡寺　-　2 紀三井寺（護国院）　-　3 粉河寺

## 所在地
- 和歌山県和歌山市紀三井寺1201

## アクセス
- JR紀勢本線（きのくに線） 紀三井寺駅より徒歩約10分。
- 和歌山市駅から和歌山バス17、117系統海南駅前行きで約25分、和歌山駅からは42系統マリーナシティ行きで約20分、121、122系統マリーナシティ方面行きで約30分、「紀三井寺」停留所下車。もしくは両駅から44系統医大病院行きで「紀三井寺駅」停留所下車。
- 国道42号の紀三井寺交差点で山側へ。阪和道からは和歌山南SICより西進し国道42号へ出て南下、または海南ICから国道42号へ出て北上。

## 周辺
- 紀三井寺公園
  - 紀三井寺運動公園陸上競技場
- 和歌浦
  - 新和歌浦、雑賀崎、片男波海岸、紀州東照宮、和歌浦天満宮、玉津島神社、塩竈神社
- 琴ノ浦 温山荘園
- 和歌山城
- 秋葉山市民の丘
- 紀伊風土記の丘